# Календарь Пирелли
«Календарь Пире́лли» (итал. Pirelli calendar) — ежегодный фотокалендарь компании Пирелли (Pirelli).
Впервые календарь был выпущен в 1964 году. Первым фотографом стал Роберт Фриман, официальный фотограф The Beatles. Первый выпуск имел огромный успех, стал настоящей сенсацией для 60-х, и стал выпускаться ежегодно.
В период с 1975 года по 1983 год календарь не издавался, причиной стал нефтяной кризис.
Ежегодно над календарём работают только лучшие мировые фотографы и лучшие модели и актрисы. Предложение поработать с Пирелли для любого фотографа — его официальное признание на мировом уровне. Сниматься для календаря Пирелли также делает честь любой из суперзвезд, а сам календарь выходит очень ограниченным тиражом и распространяется среди «сильных мира сего», и купить его можно разве что на аукционе.
В разное время для календаря снимались такие суперзвезды как Наоми Кэмпбелл, Синди Кроуфорд, Милла Йовович, Хайди Клум, Кейт Мосс, Адриана Лима, Алессандра Амбросио, Фернанда Таварес, Жизель Бюндхен, Мина Сувари, Каролина Куркова, Наталья Водянова, Бриттани Мерфи, Дженнифер Лопес, Софи Лорен, Пенелопа Крус, Хилари Суонк, Кэролин Мерфи, Наоми Уоттс, Кристен Стюарт и многие другие.